# Entre todos
Entre todos és un programa de televisió presentat per Toñi Moreno. Va emetre's des del 26 d'agost de 2013 de dilluns a divendres, de 16:05 a 18:45, a La 1 de Televisió Espanyola en castellà. El 2014 Televisió Espanyola va tancar el programa després de les crítiques rebudes.

## Història
A l'inici del mes de juliol de 2013, diversos portals d'Internet anunciaren el fitxatge de Toñi Moreno per part de Televisió Espanyola. Toñi Moreno havia estat presentadora de Tiene arreglo en Canal Sur, un programa que fomentava la caritat. Després d'unes setmanes de preparatius i presentacions, es va desvelar que Entre Todos s'estrenaria el 26 d'agost de 2013 de 16.05 a 18.45 hores. El dijous 4 d'octubre de 2013
 el programa rebé el seu rècord de share, amb un 10,7% i 1.153.000 espectadors. El major registre d'audiència es va produir el dimarts 21 de gener de 2014 amb 1.209.000 espectadors i un 9,8% de share.
El nou director de Televisió Espanyola, José Ramón Díez, va manar el juliol de 2014 la supressió del programa, després de l'allau de crítiques per part de diversos sectors i de la baixa audiència (vora un 7% de quota de pantalla).

## Format
RTVE defineix a la seva pàgina web el programa com «un espai positiu i de servei públic que impulsa la solidaritat, la generositat i els valors positius de la societat». El format és senzill: la presentadora Toñi Moreno porta el pes i la conducció principal de l'emissió. Al seu costat, una taula d'assessors de diferents camps —psicòlegs, advocats, metges— donen consell professional a les persones que sol·liciten l'ajuda dels espectadors per resoldre els seus problemes. En tot moment, es veu en pantalla als afectats, el domicili dels quals es desenvolupa una connexió en directe i on s'exposen i parlen del seu problema. Moreno presenta la situació, els entrevista i sol·licita que els espectadors del programa truquin a un número telefònic gratuït per entrar en directe i revelar de quina manera els poden ajudar. El públic al plató dona la rèplica a la presentadora que, al crit de «Què tinc?!» («¡¿Qué tengo?!»), respon a cor: «Trucada!» («¡Llamada!»), abans de cada nova col·laboració.

## Crítiques
Arran de la sensibilitat dels temes i situacions socials que abordà, el programa fou objecte de crítiques, principalment per promoure la caritat com a solució a les limitacions de l'estat del benestar. Els participants del programa, que a vegades han inclòs menors, han d'exposar els seus problemes davant l'audiència per poder rebre ajuda, la qual cosa li ha valgut el qualificatiu de telebrossa per part dels seus detractors. En aquest sentit, el protagonisme i teatralitat de la presentadora Toñi Moreno també han motivat crítiques. Es considera que el programa atempta contra la dignitat dels seus participants i desprestigia la tasca professional dels serveis socials. L'emissió del programa a TVE, la televisió pública gestionada pel govern del PP, ha exacerbat les crítiques. S'acusa a Entre todos de desviar l'atenció d'un problema polític fomentant la caritat, naturalitzant les desigualtats socials i dulcificant la situació de crisi econòmica que travessa la societat espanyola.
En octubre del 2013, el Consell General del Treball Social va exigir a TVE la retirada del programa, al·legant que «vulnera la dignitat de les persones necessitades, promouen la caritat i no respecten als menors d'edat».
El 5 de novembre de 2013, un estudiant de treball social intervingué en directe per a denunciar al programa per «fomentar la caritat» i va afegir: «És l'estat del benestar qui ha de cobrir estes necessitats i vostès estan jugant amb els sentiments de les persones». Moreno es defengué dient que el programa no promovia la caritat, sinó la solidaritat. El 9 de novembre del 2013, el PSOE proposà al Congrés dels Diputats estudiar la possible vulneració de la Llei de Protecció al Menor al programa.
En una columna al diari El País el 13 de novembre de 2013, l'escriptora Elvira Lindo descrigué el programa com a «lacrimogen» i el va comparar amb Ustedes son formidables, un espai radiofònic emés durant el tardofranquisme. Mitjans de comunicació estrangers també s'han fet ressò del programa, com el diari francés Le Figaro, que el descriu com a «televisió per a pobres».

### Cas de violència domèstica
El 26 de febrer de 2014, una participant en el programa va revelar haver patit maltractaments. Moreno es va negar a discutir el tema dient que «O es denuncia o es calla una per a la resta de la vida». La seua reacció va causar una gran polèmica. L'incident es va comparar amb els casos d'Ana Orantes i la jove rusa Svetlana, ambdues assassinades per les seues parelles després d'haver intervingut en programes d'entrevistes d'aquest tipus. Moreno es va disculpar l'endemà. Aquella mateixa setmana, el grup socialista va demanar a la Comissió de Control de RTVE la retirada del programa. La diputada Àngeles Àlvarez va definir l'actitud de Moreno com a «temerària», i va criticar al programa per «apel·lar a la resignació i al silenci.» El PSOE, però, també fou criticat perquè Entre todos imita el format del programa Tiene arreglo a Canal Sur, gestionat per la Junta d'Andalusia, governada actualment pel PSOE.

### Cost públic
Després de la polèmica del cas de violència domèstica, diversos mitjans publicaren informació sobre el cost públic del programa. Entre Todos té un pressupost de 3,68 milions d'euros per temporada, diners amb els quals es podrien solucionar la majoria dels problemes que es plantegen al programa. Moreno cobra 1.400 euros per programa. L'11 de març de 2014, un espectador intervingué per demanar a la presentadora que donés part del seu sou a les causes que publicita. Moreno es va negar a discutir el tema, ressaltant els seus orígens humils i aprofitant per a reincidir en el caràcter solidari del programa.

### CERMI exigeix la retirada del programa
El novembre de 2013, el Comitè Espanyol de Representants de Persones amb Discapacitat va remetre un escrit a la Corporació Radiotelevisió Espanyola exigint la retirada immediata del programa Entre todos de la seva programació per considerar «absolutament inadequat el tracte informatiu que aquest programa […] dedica a les persones amb discapacitat, fent ús dels estereotips més caducs i perpetuant la visió de la discapacitat des d'òptiques de fa molt superades que associen aquesta realitat a la caritat i a la beneficència», fets que considera encara més greus quan, com freqüentment succeeix, els discapacitats que apareixen són menors d'edat.

### Denúncia de la fiscalia de menors
El juliol de 2014, la fiscalia espanyola va actuar d'ofici i va presentar una denúncia contra l'ens públic RTVE, així com a Entre todos i la seva productora, pel fet que consideraven que el programa havia vulnerat el dret a la intimitat personal i a la pròpia imatge d'un nen discapacitat. Segons la fiscalia, el programa hauria fet servir la imatge del menor i diverses dades sobre la seva vida personal i privada, que permetien reconèixer sense major dificultat qui era, «amb fins commiseratius» i mendicants, i van denunciar que en cap moment el representant legal de l'infant informar al ministeri públic de l'activitat en la qual anava a participar.